# Bassin Murray-Darling
Le bassin Murray-Darling est le plus vaste bassin hydrographique d'Australie, couvrant un septième de la surface terrestre du pays, et représentant, de loin, sa plus importante surface agricole. Son nom provient de ses deux cours d'eau majeurs, le Murray et le Darling.
Avec 3 370 km de long, la zone regroupe 42 % des terres arables d'Australie, et est à l'origine de 40 % de la production de nourriture du pays. Il draine l'eau d'environ les trois quarts de la Nouvelle-Galles du Sud, la moitié de l'État du Victoria, une portion substantielle du sud du Queensland, ainsi que d'une petite partie de l'est de l'Australie-Méridionale.
À l'origine, les terres du bassin Murray-Darling étaient pour l'essentiel arides et stériles. Elles furent transformées en grenier de l'Australie. Les autorités lancèrent un gigantesque programme de gestion de l'eau, à coup de barrages, de lacs de retenue et de réseaux d'adduction d'eau, afin de pourvoir aux besoins d'irrigation et des habitants. Ce pari, osé, reposait sur un équilibre précaire. Plusieurs années de sécheresse particulièrement entre 2002 et 2007 qui ont vu des records de sécheresse sur le bassin - après des décennies de réchauffement climatique - ont mis les agriculteurs à genoux. Le pays a connu une nouvelle épreuve au début de l'année 2009 : favorisés par la sécheresse, des incendies meurtriers ont éclaté dans le bush.

## Sécheresses et controverses
En 2019, plus d’un million de poissons, dont certains endémiques et fortement menacés, sont retrouvés morts sur les berges du bassin, en raison selon toute vraisemblance d’un nouvel épisode de sécheresse, ce qui entraîne une polémique politique sur la gestion de l’eau,. Les communautés locales font porter la responsabilité de cet écocide sur l’industrie agroalimentaire, ce que rejette le premier ministre conservateur Scott Morrison.
Une enquête menée en 2018 par la Commission royale du bassin Murray-Darling avait souligné la complaisance des autorités vis-à-vis des entreprises agricoles. Les investisseurs ignorent généralement les menaces pesant sur l'environnement et pompent illégalement de l'eau en masse dans le bassin, le laissant exsangue. « La politique plutôt que la science a déterminé les limites aux quantités d'eau pouvant être prélevées dans les fleuves et rivières du bassin », relève le rapport.

## Affluents et sous-affluents
- Murray
  - Darling
    - Paroo
    - Warrego
    - Condamine
    - Barwon
      - Namoi

    - Gwydir
    - Macquarie

  - Murrumbidgee
    - Numeralla
    - Naas
    - Cotter
    - Molonglo
      - Queanbeyan

    - Yass
    - Goodradigbee
    - Tumut
    - Lachlan
      - Abercrombie

  - Edward River (anabranche)
  - Avoca
  - Loddon River
  - Campaspe
  - Goulburn
    - Broken River
    - Jamieson River
    - Howqua River

  - Ovens
    - King River
    - Buffalo
    - Buckland

  - Kiewa
  - Mitta Mitta